# Кадеш (мифология)
Каде́ш (Ку́дшу, Кедшет; егип. Qdšt — «Священная»; ханаанейско-аморейское qdʒ) — богиня плодородия, плотских удовольствий и культовой проституции в западносемитской мифологии. Почиталась также в Древнем Египте в период Нового царства. Одна из форм Астарты.
Изображалась стоящей на льве, лицом к зрителю, с цветами в одной руке и змеёй — в другой.
Культ Кадеш с центром в Кадеше проник в Египет и получил отождествление с культом Хатхор. Богиня составила триаду с Мином и Решефом.
Р. Штаделман полагал, что имя «Кудшу» не связано с названием города Кадеш, так как в таком случае её бы именовали Ба’лат-Кадеш (по образцу Ба’лат-Губла — «владычица Библа»). Письмо о чудесах Менфе сохранило известие, что в правление Рамсеса II в храме Птаха в Менфе среди прочих азиатских богов почиталась и Кадеш.
Среди эпитетов Кадеш называется «Хозяйкой всех богов», «Дамой небесных звёзд», «Возлюбленной Птахом», «Великой колдуньей, хозяйкой звёзд», «Оком Ра, не имеющей равной».